# 全日本社会人ハンドボール選手権大会
高松宮記念杯全日本社会人ハンドボール選手権大会（たかまつのみやきねんはい ぜんにほんしゃかいじんハンドボールせんしゅけんたいかい）は、日本ハンドボール協会・全日本社会人ハンドボール連盟主催で5月頃（年度によって変動あり）に開催されるハンドボール大会である。開催地は持ち回り。
社会人トップチームが集まり、予選トーナメント戦と勝ち上がったチームによる決勝リーグ戦を行い、夏のハンドボール王座を決定する。参加チームは日本ハンドボールリーグ所属チームに全日本社会人ハンドボールチャレンジ上位を加える。

## 歴史

### 実業団選手権
1960年12月に初の実業団大会として「高松宮賜杯 第1回全日本実業団ハンドボール選手権大会」が広島県広島市で開催された。男子は6チームで開催されたものの、女子は愛知紡績しか出場を申し込んでおらず、開催は見送られた（1963年に愛知紡績が第1回優勝チームに認定された）。1962年2月の第2回大会から女子が参加。
1970年3月の第10回大会では、男子は前回大会のベスト8による高松宮杯リーグと32チームによる日本協会杯トーナメントが行われた。
1971年7月の第12回大会女子は韓国の白花醸造が特別参加し、1972年7月の第13回大会女子でも2年連続で参加した。
1970年代前半は開催地を転々とするサーキット方式の「日本実業団リーグ」として開催されていたが、1976年から日本リーグへ移行された。同年の第17回は予選リーグと決勝リーグの方式に変更。第18回からノックアウト方式に変更された。
1989年6月の第30回大会は予選リーグ・決勝リーグの方式が採用されたが、翌年の第31回大会ではノックアウト方式に再び変更。
1994年の第35回大会は中止となり、代替大会としてJBHプレジデントカップが開催された。
2001年の第42回大会は予選トーナメント・決勝リーグの方式を採用。翌年の第43回大会では、男子は前回大会と同じ方式を採用したが、女子は予選リーグ・決勝トーナメントの方式を採用した。
2003年の第44回大会は男女ともに予選トーナメント・決勝リーグの方式が採用されたが、翌年の第45回大会から再び男子が予選トーナメント・決勝リーグの方式、女子は予選リーグ・決勝トーナメントの方式に変更された。
2006年の第47回大会では女子が5チームのみの参加となり、1回総当たりリーグ戦となった。
2010年の第51回大会では女子が予選リーグ・決勝トーナメントの方式に変更された。同年度から全日本実業団ハンドボール連盟が全日本社会人ハンドボール連盟（2010年発足）の下部組織となり、同大会限りで「全日本実業団ハンドボール選手権大会」の終了と、次年度からは「全日本社会人ハンドボール選手権大会」へ改称されることが決定。また同大会の男子では一般クラブチームのHC山口が初参加した。

### 社会人選手権
2011年7月に「高松宮記念杯 第1回全日本社会人ハンドボール選手権大会」が北海道函館市で行われ、男子は予選トーナメント・決勝リーグの方式、女子は1回総当たりリーグ戦が採用された。
2012年の第2回大会から女子が予選リーグ・決勝トーナメントの方式に変更。
2014年の第4回大会で女子が予選トーナメント・決勝リーグの方式に変更されたが、翌年の第5回大会では再び予選リーグ・決勝トーナメントの方式となった。
2016年の第6回大会で女子が再び予選トーナメント・決勝リーグの方式へ変更。
しかしリーグHの発足により決勝から本大会への過密日程により参加チームが減少。2025年女子大会は中止に追い込まれる。

## 歴代優勝

### 全日本実業団ハンドボール選手権大会
| 回 | 年度   | 男子     | 男子         | 男子    | 男子             | 女子     | 女子                     | 女子         | 女子                     |
| 回 | 年度   | 開催地   | 優勝         | 決勝    | 準優勝           | 開催地   | 優勝                     | 決勝         | 準優勝                   |
| -- | ------ | -------- | ------------ | ------- | ---------------- | -------- | ------------------------ | ------------ | ------------------------ |
| 1  | 1960年 | 広島市   | 大崎電気     | (注釈1) | 三菱レイヨン     | -        | 愛知紡績                 | (注釈2)      | (注釈2)                  |
| 2  | 1961年 | 東京     | 大崎電気     | 32-11   | 住友化学菊本     | 東京     | 愛知紡績                 | (注釈1)      | 大崎電気                 |
| 3  | 1962年 | 豊橋市   | 大崎電気     | 24-10   | 住友化学菊本     | 豊橋市   | 愛知紡績                 | 13-8         | 大崎電気                 |
| 4  | 1963年 | 大阪市   | 大崎電気     | 27-10   | 宗形製作所       | 大阪市   | レナウン東京             | 11-10        | 大崎電気                 |
| 5  | 1964年 | 大阪市   | 大崎電気     | 27-12   | 宗形製作所       | 大阪市   | 大崎電気                 | (注釈1)      | 大洋デパート             |
| 6  | 1965年 | 大阪市   | 大崎電気     | 23-14   | 千代田印刷機製造 | 大阪市   | 大洋デパート             | (注釈1)      | 田村紡績                 |
| 7  | 1966年 | 名古屋市 | 大崎電気     | 26-12   | 住友化学菊本     | 名古屋市 | 田村紡績                 | (注釈1)      | 大崎電気                 |
| 8  | 1967年 | 熊本市   | 大崎電気     | 21-15   | 住友化学菊本     | 熊本市   | 田村紡績                 | (注釈1)      | 大洋デパート             |
| 9  | 1968年 | 横浜市   | 大崎電気     | 24-17   | 三景             | 横浜市   | 大洋デパート             | (注釈1)      | 田村紡績                 |
| 10 | 1969年 | 名古屋市 | 大崎電気     | (注釈1) | 三景             | 名古屋市 | 大洋デパート             | (注釈1)      | 大崎電気                 |
| 11 | 1970年 | 横浜市   | 湧永薬品     | 15-11   | 大同製鋼         | 横浜市   | 大洋デパート             | (注釈1)      | 東京重機                 |
| 12 | 1971年 | 名古屋市 | 大崎電気     | (注釈1) | 大同製鋼         | 熊本市   | 大洋デパート             | (注釈1)      | 東京重機                 |
| 13 | 1972年 | 名古屋市 | 大同製鋼     | (注釈1) | 大崎電気         | 室蘭市   | 大洋デパート             | (注釈1)      | 東京重機                 |
| 14 | 1973年 | 熊本市   | 大同製鋼     | (注釈1) | 本田技研         | 岐阜市   | 大洋デパート             | (注釈1)      | 東京重機                 |
| 15 | 1974年 | 7都市    | 大同製鋼     | (注釈1) | 湧永薬品         | 盛岡市   | 東京重機                 | (注釈1)      | 日本ビクター             |
| 16 | 1975年 | 9都市    | 大同製鋼     | (注釈1) | 湧永薬品         | 7都市    | 田村紡績                 | (注釈1)      | 立石電機                 |
| 17 | 1976年 | 東京     | 大同製鋼     | (注釈1) | 湧永薬品         | 名古屋市 | 立石電機                 | (注釈1)      | 日本ビクター             |
| 18 | 1977年 | 名古屋市 | 大同特殊鋼   | 20-14   | 湧永薬品         | 名古屋市 | 日本ビクター             | 9-8          | 日立栃木                 |
| 19 | 1978年 | 大阪市   | 湧永薬品     | 13-8    | 大同特殊鋼       | 京都市   | 日本ビクター             | 10-7         | 北國銀行                 |
| 20 | 1979年 | 名古屋市 | 大同特殊鋼   | 16-11   | 湧永薬品         | 甲府市   | 日本ビクター             | 13-11        | ブラザー工業             |
| 21 | 1980年 | 大阪市   | 大同特殊鋼   | 19-13   | 湧永薬品         | 名古屋市 | 日本ビクター             | 19-18        | ジャスコ                 |
| 22 | 1981年 | 名古屋市 | 湧永薬品     | 17-16   | 大同特殊鋼       | 大阪市   | 立石電機                 | 17-16        | ジャスコ                 |
| 23 | 1982年 | 大阪市   | 湧永薬品     | 20-9    | 大同特殊鋼       | 名古屋市 | 立石電機                 | 22-13        | ジャスコ                 |
| 24 | 1983年 | 名古屋市 | 湧永製薬     | 20-17   | 大同特殊鋼       | 名古屋市 | 立石電機                 | 20-17        | ブラザー工業             |
| 25 | 1984年 | 大阪市   | 大同特殊鋼   | 20-16   | 本田技研鈴鹿     | 名古屋市 | 大崎電気                 | 25-17        | 立石電機                 |
| 26 | 1985年 | 名古屋市 | 大同特殊鋼   | 23-13   | 本田技研鈴鹿     | 大阪市   | 大崎電気                 | 24-19        | 立石電機山鹿             |
| 27 | 1986年 | 大阪市   | 湧永製薬     | 23-16   | 大崎電気         | 名古屋市 | 日立栃木                 | 23-21        | 立石電機山鹿             |
| 28 | 1987年 | 名古屋市 | 大崎電気     | 28-23   | 湧永製薬         | 大阪市   | 大崎電気                 | 25-18        | シャトレーゼ             |
| 29 | 1988年 | 大阪市   | 湧永製薬     | 23-19   | 大崎電気         | 半田市   | 大崎電気                 | 37-27        | 大和銀行                 |
| 30 | 1989年 | 4都市    | 湧永製薬     | (注釈1) | 本田技研鈴鹿     | 4都市    | 大崎電気                 | (注釈1)      | 日立栃木                 |
| 31 | 1990年 | 名古屋市 | 湧永製薬     | 34-15   | 本田技研鈴鹿     | 大阪市   | 大崎電気                 | 29-25        | シャトレーゼ             |
| 32 | 1991年 | 大阪市   | 本田技研鈴鹿 | 25-12   | 大同特殊鋼       | 名古屋市 | ジャスコ                 | 23-22        | ブラザー工業             |
| 33 | 1992年 | 名古屋市 | 本田技研     | 26-23   | 大崎電気         | 大阪市   | ジャスコ                 | 31-22        | オムロン                 |
| 34 | 1993年 | 大阪市   | 湧永製薬     | 26-13   | 本田技研         | 名古屋市 | 北國銀行                 | 34-24        | 日立栃木                 |
| 35 | 1994年 | 名古屋市 | 中村荷役     | 28-22   | 大崎電気         | 大阪市   | 大崎電気                 | 31-21        | オムロン                 |
| 36 | 1995年 | 大阪市   | 湧永製薬     | 28-24   | 日新製鋼         | 名古屋市 | 大崎電気                 | 30-29        | 日立栃木                 |
| 37 | 1996年 | 熊本市   | 中村荷役     | 32-17   | 湧永製薬         | 熊本市   | 大崎電気                 | 30-25        | 日立栃木                 |
| 38 | 1997年 | 名古屋市 | 中村荷役     | 22-19   | 湧永製薬         | 大阪市   | 日立栃木                 | 26-21        | 北國銀行                 |
| 39 | 1998年 | 大阪市   | 湧永製薬     | 26-20   | 本田技研         | 名古屋市 | イズミ                   | 30-26        | 大崎電気                 |
| 40 | 1999年 | 大阪市   | 湧永製薬     | 21-19   | 大同特殊鋼       | 大阪市   | イズミ                   | 28-27        | 大崎電気オーソル         |
| 41 | 2000年 | 名古屋市 | 湧永製薬     | 20-18   | 本田技研         | 名古屋市 | オムロン                 | 23-15        | 立山アルミ               |
| 42 | 2001年 | 山鹿市   | 湧永製薬     | (注釈1) | 本田技研         | 山鹿市   | 広島メイプルレッズ       | (注釈1)      | 北國銀行                 |
| 43 | 2002年 | 福井市   | 大同特殊鋼   | (注釈1) | ホンダ           | 福井市   | 広島メイプルレッズ       | 25-17        | シャトレーゼ             |
| 44 | 2003年 | 柏崎市   | 大同特殊鋼   | (注釈1) | ホンダ           | 柏崎市   | 広島メイプルレッズ       | (注釈1)      | シャトレーゼ             |
| 45 | 2004年 | 高知市   | 大崎電気     | (注釈1) | 湧永製薬         | 高知市   | 広島メイプルレッズ       | 26-21        | オムロン                 |
| 46 | 2005年 | 富山市   | 大同特殊鋼   | (注釈1) | 大崎電気         | 富山市   | 広島メイプルレッズ       | 35-22        | オムロン                 |
| 47 | 2006年 | 佐賀市   | 大同特殊鋼   | (注釈1) | 大崎電気         | 佐賀市   | オムロン                 | (注釈1)      | ソニーセミコンダクタ九州 |
| 48 | 2007年 | 花巻市   | 湧永製薬     | (注釈1) | 大崎電気         | 花巻市   | オムロン                 | (注釈1)      | 北國銀行                 |
| 49 | 2008年 | 那覇市   | 大崎電気     | (注釈1) | 湧永製薬         | 那覇市   | 北國銀行                 | (注釈1)      | オムロン                 |
| 50 | 2009年 | 名古屋市 | 大同特殊鋼   | (注釈1) | 大崎電気         | 名古屋市 | オムロン                 | (注釈1)      | 北國銀行                 |
| 51 | 2010年 | 徳島市   | 大崎電気     | (注釈1) | 大同特殊鋼       | 徳島市   | ソニーセミコンダクタ九州 | 27-26 (延長) | 北國銀行                 |

- Note 1:  リーグ戦で順位決定。
- Note 2:  出場チームが愛知紡績のみだったため開催されず。1963年に愛知紡績が優勝チームに認定された。

### 全日本社会人ハンドボール選手権大会
| 回 | 年度   | 男子            | 男子           | 男子    | 男子               | 女子            | 女子               | 女子                | 女子                                       |
| 回 | 年度   | 開催地          | 優勝           | 決勝    | 準優勝             | 開催地          | 優勝               | 決勝                | 準優勝                                     |
| -- | ------ | --------------- | -------------- | ------- | ------------------ | --------------- | ------------------ | ------------------- | ------------------------------------------ |
| 1  | 2011年 | 函館市          | 大同特殊鋼     | (注釈3) | トヨタ車体         | 函館市          | 北國銀行           | (注釈3)             | オムロン                                   |
| 2  | 2012年 | 利府町          | 大崎電気       | (注釈3) | トヨタ車体         | 利府町          | 広島メイプルレッズ | 31-28 (延長) (7mTC) | オムロン                                   |
| 3  | 2013年 | 周南市          | 大同特殊鋼     | (注釈3) | 大崎電気           | 周南市          | オムロン           | 23-17               | 北國銀行                                   |
| 4  | 2014年 | 名古屋市        | トヨタ車体     | (注釈3) | 大崎電気           | 名古屋市        | 北國銀行           | (注釈3)             | オムロン                                   |
| 5  | 2015年 | 富山市          | 大崎電気       | (注釈3) | トヨタ車体         | 富山市          | 北國銀行           | 25-18               | オムロン                                   |
| 6  | 2016年 | 東根市          | トヨタ車体     | (注釈3) | 大同特殊鋼         | 東根市          | 北國銀行           | (注釈3)             | 広島メイプルレッズ                         |
| 7  | 2017年 | 福井市          | 大同特殊鋼     | (注釈3) | トヨタ車体         | 福井市          | 北國銀行           | (注釈3)             | ソニーセミコンダクタマニュファクチャリング |
| 8  | 2018年 | 福井市          | 大崎電気       | (注釈3) | トヨタ車体         | 福井市          | 北國銀行           | (注釈3)             | オムロン                                   |
| 9  | 2019年 | 福井市 永平寺町 | 大崎電気       | (注釈3) | トヨタ車体         | 福井市 永平寺町 | 北國銀行           | (注釈3)             | ソニーセミコンダクタマニュファクチャリング |
| 10 | 2022年 | 福井市          | 豊田合成       | (注釈3) | 大同特殊鋼         | 福井市          | 北國銀行           | (注釈3)             | オムロン                                   |
| 11 | 2023年 | 福井市 永平寺町 | トヨタ車体     | (注釈3) | 豊田合成           | 福井市 永平寺町 | 北國銀行           | (注釈3)             | ソニーセミコンダクタマニュファクチャリング |
| 12 | 2024年 | 福井市 永平寺町 | トヨタ車体     | (注釈3) | トヨタ紡織九州     | 福井市 永平寺町 | 北國銀行           | (注釈3)             | ソニーセミコンダクタマニュファクチャリング |
| 13 | 2025年 | 仙台市          | トヨタ紡織九州 | (注釈3) | 安芸高田わくながHC | 大会中止        | 大会中止           | 大会中止            | 大会中止                                   |

- Note 3:  リーグ戦で順位決定。

## 個人賞

### MVP・新人賞・優秀監督
| 44                                 | 2003年 | 日原一幸 (大同特殊鋼)         | 中谷哲也 (ホンダ)               | 冨本栄次 (大同特殊鋼)           | 呉成玉 (広島)         | 上町史織 (北國銀行)   | 林五卿 (広島)         |
| 45                                 | 2004年 | 中川善雄 (大崎電気)           | 宮﨑大輔 (大崎電気)             | 首藤信一 (大崎電気)             | 呉成玉 (広島)         | 東濱裕子 (オムロン)   | 林五卿 (広島)         |
| 46                                 | 2005年 | 末松誠 (大同特殊鋼)           | 中畠嘉之 (トヨタ紡織九州)       | 姜在源 (大同特殊鋼)             | 浅井友可里 (広島)     | 千葉歩 (ソニー)       | 林五卿 (広島)         |
| 47                                 | 2006年 | 白元喆 (大同特殊鋼)           | 富田恭介 (大同特殊鋼)           | 姜在源 (大同特殊鋼)             | 洪廷昊 (オムロン)     | 野路良子 (北國銀行)   | 黄慶泳 (オムロン)     |
| 48                                 | 2007年 | 下川真良 (湧永製薬)           | 新建二 (湧永製薬)               | 中山剛 (湧永製薬)               | 勝田祥子 (オムロン)   | 毛利久美 (三重)       | 黄慶泳 (オムロン)     |
| 49                                 | 2008年 | 宮﨑大輔 (大崎電気)           | 名嘉伸明 (湧永製薬)             | -                               | 田代ひろみ (北國銀行) | 藤井優 香川銀行       | -                     |
| 50                                 | 2009年 | 白元喆 (大同特殊鋼)           | 谷村遼太 (湧永製薬)             | 清水博之 (大同特殊鋼)           | 藤井紫緒 (オムロン)   | 村山絵理奈 (広島)     | 洪廷昊 (オムロン)     |
| 51                                 | 2010年 | 豊田賢治 (大崎電気)           | 樋口睦 (湧永製薬)               | 岩本真典 (大崎電気)             | 張素姫 (ソニー)       | 田口舞 (広島)         | 郭惠靜 (ソニー)       |
| 全日本社会人ハンドボール選手権大会 |        |                               |                                 |                                 |                       |                       |                       |
| 1                                  | 2011年 | 末松誠 (大同特殊鋼)           | 久保侑生 (大同特殊鋼)           | 清水博之 (大同特殊鋼)           | 横嶋かおる (北國銀行) | 山野由美子 (ソニー)   | 荷川取義浩 (北國銀行) |
| 2                                  | 2012年 | 浦和克行 (大崎電気)           | 信太弘樹 (大崎電気)             | 岩本真典 (大崎電気)             | 堂面妙子 (広島)       | 田邉夕貴 (北國銀行)   | 呉成玉 (広島)         |
| 3                                  | 2013年 | 野村喜亮 (大同特殊鋼)         | 高景洙 (大同特殊鋼)             | 末松誠 (大同特殊鋼)             | 藤井紫緒 (オムロン)   | 原希美 (三重)         | 黄慶泳 (オムロン)     |
| 4                                  | 2014年 | 甲斐昭人 (トヨタ車体)         | 元木博紀 (大崎電気)             | 酒巻清治 (トヨタ車体)           | 河田知美 (北國銀行)   | 松村杏里 (広島)       | 荷川取義浩 (北國銀行) |
| 5                                  | 2015年 | 木村昌丈 (大崎電気)           | 加藤芳規 (トヨタ車体)           | 岩本真典 (大崎電気)             | 横嶋彩 (北國銀行)     | 河嶋英里 (三重)       | 荷川取義浩 (北國銀行) |
| 6                                  | 2016年 | 甲斐昭人 (トヨタ車体)         | 東江雄斗 (大同特殊鋼)           | 酒巻清治 (トヨタ車体)           | 横嶋彩 (北國銀行)     | 石井優花 (オムロン)   | 荷川取義浩 (北國銀行) |
| 7                                  | 2017年 | 東江雄斗 (大同特殊鋼)         | 吉野樹 (トヨタ車体)             | 岸川英誉 (大同特殊鋼)           | 寺田三友紀 (北國銀行) | 佐々木春乃 (北國銀行) | 荷川取義浩 (北國銀行) |
| 8                                  | 2018年 | 元木博紀 (大崎電気)           | 玉川裕康 (大崎電気)             | 岩本真典 (大崎電気)             | 横嶋彩 (北國銀行)     | 木村有沙 (広島)       | 荷川取義浩 (北國銀行) |
| 9                                  | 2019年 | 東長濱秀希 (大崎電気)         | 田中圭 (湧永製薬)               | 岩永生 (大崎電気)               | 佐々木春乃 (北國銀行) | 村松沙耶 (イズミ)     | 荷川取義浩 (北國銀行) |
| 10                                 | 2022年 | ヨアン・バラスケス (豊田合成) | デネル・ヤーニマー (大同特殊鋼) | 田中茂 (豊田合成)               | 馬場敦子 (北國銀行)   | 金城ありさ (ソニー)   | 荷川取義浩 (北國銀行) |
| 11                                 | 2023年 | 渡部仁 (トヨタ車体)           | 石嶺秀 (豊田合成)               | ラース・ウェルダー (トヨタ車体) | 松本ひかる (北國銀行) | 鄭智仁 (オムロン)     | 東俊介 (北國銀行)     |
| 12                                 | 2024年 | 岡本大亮 (トヨタ車体)         | -                               | ラース・ウェルダー (トヨタ車体) | 馬場敦子 (北國銀行)   | -                     | 東俊介 (北國銀行)     |
| 13                                 | 2025年 | 中田航太 (トヨタ紡織九州)     | -                               | 岩本真典 (トヨタ紡織九州)       | -                     | -                     | -                     |

### ベストセブン
| 回                                 | 年度                               | 男女                               | 受賞者                             | 受賞者                             | 受賞者                             | 受賞者                             | 受賞者                             | 受賞者                             | 受賞者                             |
| 全日本実業団ハンドボール選手権大会 | 全日本実業団ハンドボール選手権大会 | 全日本実業団ハンドボール選手権大会 | 全日本実業団ハンドボール選手権大会 | 全日本実業団ハンドボール選手権大会 | 全日本実業団ハンドボール選手権大会 | 全日本実業団ハンドボール選手権大会 | 全日本実業団ハンドボール選手権大会 | 全日本実業団ハンドボール選手権大会 | 全日本実業団ハンドボール選手権大会 |
| ---------------------------------- | ---------------------------------- | ---------------------------------- | ---------------------------------- | ---------------------------------- | ---------------------------------- | ---------------------------------- | ---------------------------------- | ---------------------------------- | ---------------------------------- |
| 44                                 | 2003年                             | 男子                               | 吉井丈晴 (ホンダ)                  | 南川裕隆 (大同特殊鋼)              | 金性憲 (大同特殊鋼)                | 斎藤康貴 (ホンダ)                  | 鶴見拓 (ホンダ)                    | 古家雅之 (湧永製薬)                | 豊田賢治 (大崎電気)                |
| 44                                 | 2003年                             | 女子                               | 細谷若菜 (シャトレーゼ)            | 青戸あかね (広島)                  | 杉本絵美 (広島)                    | 林五卿 (広島)                      | 藤浦美絵 (シャトレーゼ)            | 早船愛子 (シャトレーゼ)            | 金城晶子 (オムロン)                |
| 45                                 | 2004年                             | 男子                               | 濱口靖 (大崎電気)                  | 宮﨑大輔 (大崎電気)                | 岩本真典 (大崎電気)                | 下川真良 (湧永製薬)                | 山口修 (湧永製薬)                  | 金性憲 (大同特殊鋼)                | 呉相民 (アラコ九州)                |
| 45                                 | 2004年                             | 女子                               | 浅井友可里 (広島)                  | 青戸あかね (広島)                  | 大前典子 (広島)                    | 金鎭順 (広島)                      | 坂元智子 (オムロン)                | 洪廷昊 (オムロン)                  | 中村尚美 (北國銀行)                |
| 46                                 | 2005年                             | 男子                               | 白元喆 (大同特殊鋼)                | 李才佑 (大同特殊鋼)                | 高木尚 (大同特殊鋼)                | 太田芳文 (大崎電気)                | 宮﨑大輔 (大崎電気)                | 小薮憲次 (湧永製薬)                | 呉相民 (トヨタ紡織九州)            |
| 46                                 | 2005年                             | 女子                               | 杉本絵美 (広島)                    | 青戸あかね (広島)                  | 金鎭順 (広島)                      | 佐久川ひとみ (オムロン)            | 洪廷昊 (オムロン)                  | 田中美音子 (ソニー)                | 中村尚美 (北國銀行)                |
| 47                                 | 2006年                             | 男子                               | 高木尚 (大同特殊鋼)                | 山本琢央 (大同特殊鋼)              | 宮﨑大輔 (大崎電気)                | 猪妻正活 (大崎電気)                | 武藤剛 (湧永製薬)                  | 東慶一 (湧永製薬)                  | 呉相民 (トヨタ紡織九州)            |
| 47                                 | 2006年                             | 女子                               | 勝田祥子 (オムロン)                | 佐久川ひとみ (オムロン)            | 田中美音子 (ソニー)                | 郭惠靜 (ソニー)                    | 宮前薫 (北國銀行)                  | 菅野喜恵 (広島)                    | 山村美紗 (香川銀行)                |
| 48                                 | 2007年                             | 男子                               | 志水孝行 (湧永製薬)                | 古家雅之 (湧永製薬)                | 豊田賢治 (大崎電気)                | 宮﨑大輔 (大崎電気)                | 岸川英誉 (大同特殊鋼)              | 末松誠 (大同特殊鋼)                | 白元喆 (大同特殊鋼)                |
| 48                                 | 2007年                             | 女子                               | 佐久川ひとみ (オムロン)            | 水野恵子 (オムロン)                | 洪廷昊 (オムロン)                  | 小野澤香理 (北國銀行)              | 上町史織 (北國銀行)                | 田代ひろみ (北國銀行)              | 長野かづさ (ソニー)                |
| 49                                 | 2008年                             | 男子                               | 浦和克行 (大崎電気)                | 宮﨑大輔 (大崎電気)                | 東長濱秀作 (湧永製薬)              | 古家雅之 (湧永製薬)                | 猪妻正活 (大崎電気)                | 鶴見拓 (Honda)                     | 富田恭介 (大同特殊鋼)              |
| 49                                 | 2008年                             | 女子                               | 田代ひろみ (北國銀行)              | 東濱裕子 (オムロン)                | 上町史織 (北國銀行)                | 長野かづさ (ソニー)                | 若松里佳 (北國銀行)                | 佐久川ひとみ (オムロン)            | 高栖由香 (ソニー)                  |
| 50                                 | 2009年                             | 男子                               | 東直明 (大同特殊鋼)                | 末松誠 (大同特殊鋼)                | 武田享 (大同特殊鋼)                | 浦和克行 (大崎電気)                | 猪妻正活 (大崎電気)                | 豊田賢治 (大崎電気)                | 東長濱秀作 (湧永製薬)              |
| 50                                 | 2009年                             | 女子                               | 藤井紫緒 (オムロン)                | 洪廷昊 (オムロン)                  | 坂元智子 (オムロン)                | 田代ひろみ (北國銀行)              | 上町史織 (北國銀行)                | 宮前薫 (北國銀行)                  | 橋本寛子 (三重)                    |
| 51                                 | 2010年                             | 男子                               | 浦和克行 (大崎電気)                | 宮﨑大輔 (大崎電気)                | 豊田賢治 (大崎電気)                | 末松誠 (大同特殊鋼)                | 岸川英誉 (大同特殊鋼)              | 渡久川兼太 (大同特殊鋼)            | 門山哲也 (トヨタ車体)              |
| 51                                 | 2010年                             | 女子                               | 中島亜樹 (ソニー)                  | 高栖由香 (ソニー)                  | 高橋恵 (ソニー)                    | 上町史織 (北國銀行)                | 若松里佳 (北國銀行)                | 藤井紫緒 (オムロン)                | 塩田沙代 (香川銀行)                |
| 全日本社会人ハンドボール選手権大会 |                                    |                                    |                                    |                                    |                                    |                                    |                                    |                                    |                                    |
| 1                                  | 2011年                             | 男子                               | 野村喜亮 (大同特殊鋼)              | 東直明 (大同特殊鋼)                | 地引貴志 (大同特殊鋼)              | 東長濱秀希 (大崎電気)              | 小澤広太 (大崎電気)                | 門山哲也 (トヨタ車体)              | 高智海吏 (トヨタ車体)              |
| 1                                  | 2011年                             | 女子                               | 田代ひろみ (北國銀行)              | 樋口真央 (北國銀行)                | 八十島智美 (北國銀行)              | 藤井紫緒 (オムロン)                | 高田裕梨 (オムロン)                | 宋海林 (広島)                      | 錦織新 (ソニー)                    |
| 2                                  | 2012年                             | 男子                               | 志水孝行 (湧永製薬)                | 千々波英明 (大同特殊鋼)            | 宮﨑大輔 (大崎電気)                | 樋口睦 (湧永製薬)                  | 崎前博章 (トヨタ車体)              | 豊田賢治 (大崎電気)                | 富田恭介 (トヨタ車体)              |
| 2                                  | 2012年                             | 女子                               | 藤間かおり (オムロン)              | 上町史織 (北國銀行)                | 宋海林 (広島)                      | 藤井紫緒 (オムロン)                | 田邉夕貴 (北國銀行)                | 早川志歩 (広島)                    | 高山智恵 (広島)                    |
| 3                                  | 2013年                             | 男子                               | 久保侑生 (大同特殊鋼)              | 東長濱秀希 (大崎電気)              | 信太弘樹 (大崎電気)                | 今村彰伸 (豊田合成)                | 小澤広太 (大崎電気)                | 山城貴志 (大同特殊鋼)              | 加藤嵩士 (大同特殊鋼)              |
| 3                                  | 2013年                             | 女子                               | 藤間かおり (オムロン)              | 宋海林 (広島)                      | 石立真悠子 (オムロン)              | 横嶋彩 (北國銀行)                  | 澤田智美 (オムロン)                | 鰍場雅予 (北國銀行)                | 横嶋かおる (北國銀行)              |
| 4                                  | 2014年                             | 男子                               | 木村昌丈 (大崎電気)                | 岩永生 (大崎電気)                  | 木切倉真一 (トヨタ車体)            | 棚原良 (琉球コラソン)              | 渡部仁 (トヨタ車体)                | 小澤広太 (大崎電気)                | 富田恭介 (トヨタ車体)              |
| 4                                  | 2014年                             | 女子                               | 寺田三友紀 (北國銀行)              | 藤井紫緒 (オムロン)                | 東濱裕子 (オムロン)                | 宋海林 (広島)                      | 松村杏里 (広島)                    | 鰍場雅予 (北國銀行)                | 横嶋かおる (北國銀行)              |
| 5                                  | 2015年                             | 男子                               | 久保侑生 (大同特殊鋼)              | 信太弘樹 (大崎電気)                | 藤江恭輔 (大同特殊鋼)              | 石戸貴章 (トヨタ車体)              | 渡部仁 (トヨタ車体)                | 豊田賢治 (大崎電気)                | 加藤嵩士 (大同特殊鋼)              |
| 5                                  | 2015年                             | 女子                               | 藤間かおり (オムロン)              | 吉田起子 (オムロン)                | 東濱裕子 (オムロン)                | 荒木美沙子 (香川銀行)              | 鰍場雅予 (北國銀行)                | 八十島智美 (北國銀行)              | 横嶋かおる (北國銀行)              |
| 6                                  | 2016年                             | 男子                               | 久保侑生 (大同特殊鋼)              | 玉井宏章 (トヨタ自動車東日本)      | 津屋大将 (トヨタ車体)              | 信太弘樹 (大崎電気)                | 渡部仁 (トヨタ車体)                | 藤本純季 (トヨタ車体)              | 朴重奎 (大同特殊鋼)                |
| 6                                  | 2016年                             | 女子                               | 寺田三友紀 (北國銀行)              | 笠木美希 (広島)                    | 塩田沙代 (北國銀行)                | 多田仁美 (三重)                    | 池原綾香 (三重)                    | 河田知美 (北國銀行)                | 角屋里帆 (広島)                    |
| 7                                  | 2017年                             | 男子                               | 田中雄大 (大同特殊鋼)              | 朴重奎 (大同特殊鋼)                | 津屋大将 (トヨタ車体)              | 藤江恭輔 (大同特殊鋼)              | ウーゴ・ロペス (豊田合成)          | 元木博紀 (大崎電気)                | 杉岡尚樹 (トヨタ車体)              |
| 7                                  | 2017年                             | 女子                               | 飛田季実子 (ソニー)                | 山野由美子 (ソニー)                | 多田仁美 (三重)                    | 横嶋彩 (北國銀行)                  | 高山智恵 (広島)                    | 池原綾香 (三重)                    | 河田知美 (北國銀行)                |
| 8                                  | 2018年                             | 男子                               | 柴山裕貴博 (大崎電気)              | 植垣健人 (大崎電気)                | 甲斐昭人 (トヨタ車体)              | 吉野樹 (トヨタ車体)                | 東江雄斗 (大同特殊鋼)              | 池辺大貴 (大同特殊鋼)              | 朴永吉 (トヨタ紡織九州)            |
| 8                                  | 2018年                             | 女子                               | 寺田三友紀 (北國銀行)              | 秋山なつみ (北國銀行)              | 角南唯 (北國銀行)                  | 河田知美 (北國銀行)                | 吉田起子 (オムロン)                | 永田しおり (オムロン)              | 鈴木理紗 (ソニー)                  |
| 9                                  | 2019年                             | 男子                               | 木村昌丈 (大崎電気)                | 信太弘樹 (大崎電気)                | 元木博紀 (大崎電気)                | 吉野樹 (トヨタ車体)                | 杉岡尚樹 (トヨタ車体)              | 藤江恭輔 (大同特殊鋼)              | 橋本明雄 (豊田合成)                |
| 9                                  | 2019年                             | 女子                               | 寺田三友紀 (北國銀行)              | 秋山なつみ (北國銀行)              | 永田美香 (北國銀行)                | 河田知美 (北國銀行)                | 金茶榮 (ソニー)                    | 谷華花 (ソニー)                    | 吉田起子 (オムロン)                |